# 山脈 (新聞)
山脈（やまなみ）は、北海道紋別郡遠軽町丸瀬布地域の住民で構成される任意団体・山脈文化協会が同地域で発行している地方新聞である。

## 概要
遠軽町丸瀬布新町の旧・網走西部森林管理署丸瀬布事務所（2001年廃止、旧・丸瀬布営林署）庁舎内に事務所を置く山脈文化協会が、旧丸瀬布町域の住民向けに発行する週刊紙である。
1948年8月31日、丸瀬布村の地域新聞として、のちに松浦武四郎研究の第一人者として知られた秋葉實（1926年 - 2015年）ら、丸瀬布連合青年団の団員が中心となって、月刊の連合青年団機関紙の形で創刊した。
題号の『山脈』は、当時の丸瀬布の基幹産業だった農業、林業、鉱業にちなむ。創刊当初の紙面はB5判で、住民の詩や随筆を掲載するなど文芸色が強かった。のち旬刊を経て町制施行の1953年に週刊化。秋葉は1953年から1989年まで編集長も務めた。
1954年には、『山脈』の編集発行業務を連合青年団から移管する受け皿組織として、地元各層の住民有志を会員とする「山脈文化協会」が発足した。丸瀬布町広報紙『まるせっぷ』が創刊される1972年までは町の広報紙を兼ね、『まるせっぷ』創刊後は協会がその編集や配布業務も町から受託した。協会はこのほか、町議会広報紙の編集・配布、道庁広報誌配布、気象観測データ集計などの受託業務も行っていた。
創刊50周年を迎えた1998年には、創刊号以降のバックナンバーを収めた記念の縮刷版を出版。同年9月には紙面の判型をA4判に拡大した。
現在は、遠軽町広報紙『広報えんがる』が発行される毎月1日前後を避けた第2、第3、第4日曜日の月3回発行しており、購読料は1か月700円。配達や集金は伝統的に地元の中学生が行っている。長く地域の8割以上の世帯占有率を誇り、2023年現在でも丸瀬布地域の約5割にあたる304世帯が購読しているほか、地域外の丸瀬布出身者にも郵送を行っている。